# پائولو جاکومتی

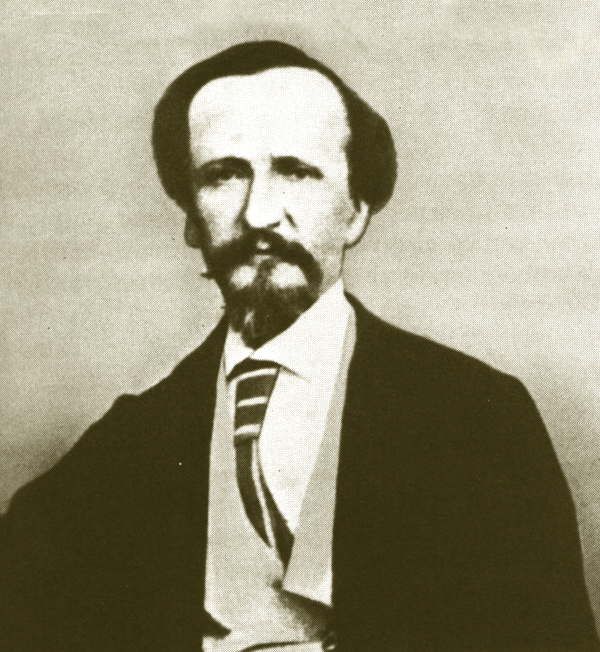

پائولو جاکومتی (به ایتالیایی: Paolo Giacometti) (۱۸۱۶–۱۸۸۲) از نمایشنامه‌نویسان برجستهٔ قرن نوزده ایتالیا، به‌ویژه دورهٔ استقلال‌طلبی (risorgimento) است. پائولو جاکومتی بیش از هشتاد نمایشنامه در ژانرهای درام، ملودرام، کمدی و تراژدی نوشته است که بیش‌تر آن‌ها الهام‌گرفته از مسائل سیاسی و اخلاقی است.

## زندگی‌نامه
پائولو جاکومتی در نوزدهم مارس ۱۸۱۶ در نووی‌لیگوره در ایتالیا به دنیا آمد. پدرش فرانچسکو ماریا، سناتور و عضو شورای سلطنتی ایالت نووی‌لیگوره و مادرش نیکولِتا کوستا بود. پائولو فرزند پنجم خانواده بود و سه خواهر و یک برادر داشت. یک سال پس از تولد پائولو پدرش تیفوس گرفت و از دنیا رفت، و مادرش بچه‌ها را به استورلا در نزدیکی جنوا برد. پائولو در جنوا به مدرسه رفت و پس از اتمام رشتهٔ علوم انسانی در کالج سلطنتی، وارد دانشگاه شد و حقوق خواند. او به دلیل مشکلات مالی موفق به ادامهٔ تحصیل و دریافت لیسانس از دانشکدهٔ حقوق نشد و با صرف‌نظر کردن از تحصیل، به‌عنوان منشی، نزد یک وکیل مشغول به کار شد.
- پائولو جاکومتی در همان اوایل جوانی، با نوشتن دو نمایشنامهٔ «دانولت» (۱۸۳۳) و «ریکاردو دی مونفورته» (۱۸۳۵) استعداد خود را در نمایشنامه‌نویسی نشان داد. اما نمایشنامه‌نویسی را به صورت جدی با نوشتن تراژدی «روزیلده» (۱۸۳۶) آغاز کرد. موفقیت «روزیلده» نام پائولو جاکومتی ۱۹ ساله را به‌عنوان نمایشنامه‌نویسی خوش‌ذوق بر سر زبان‌ها انداخت و انگیزه‌اش را برای نوشتن تقویت کرد. او همان سال «لوئیزا استروتزی» (۱۸۳۶) را نوشت و سال بعد از آن «پائولو دی فورناری» (۱۸۳۷) و «گودبرتو پادشاه لومباردی» (۱۸۳۷) را. قابلیت‌های کار نمایشنامه‌نویسی جاکومتی در «خانوادهٔ لِرکاری» (۱۸۴۰) جووانی باتیستا نیکولینی، نمایشنامه‌نویس بزرگ آن دوران، را بر آن داشت تا یادداشتی بر این نمایشنامه بنویسد. نوشتهٔ نیکولینی باعث شد جاکومتی خود را کاملاً وقف تئاتر کند و از پذیرفتن مقام دبیری ویژهٔ فرماندار جنوا سر باز زند. او در همین سال قراردادی با یک گروه تئاتری امضا کرد که وی را متعهد به نوشتن سالانه پنج نمایشنامه می‌کرد. سال ۱۸۴۱، بعد از موفقیت «دومنیکینو» در صحنه، برای یک دورهٔ مطالعاتی به رم رفت و کمدی «شاعر و بالرین» (۱۸۴۱) را در آن‌جا نوشت و شاهد اجرایش هم بود. جاکومتی در سال ۱۸۴۲ علاوه بر انجام تعهدات ناشی از قراردادش، نمایشنامهٔ تاریخی «کریستف کلمب» (۱۸۴۲) را نوشت. سپس به کمدی روی آورد و با الهام از آثار کارلو گولدونی، کمدی‌های «چهار زن در یک خانه» (۱۸۴۲) و «یک شعر و یک حواله» (۱۸۴۳) را خلق کرد. ماه می ۱۸۴۳ در رم کار بر روی «ایزابلا دل‌فیه‌سکو» را دنبال کرد و با ترزا موتزیدولفی هنرپیشه پیمان زناشویی بست. همان سال با زنش سفری به فلورانس، تورینو و جنوا کرد و در جنوا به تماشای اجرای نمایشنامهٔ «برای مادر نابینایم» نشست که آن را به دوست نمایشنامه‌نویسش کیوزونه تقدیم کرده بود.
- در سال ۱۸۴۴، با کارفرمایش دومنیکونی اختلاف سلیقه پیدا کرد و دوباره به مدت سه سال به استخدام گروه قبلی (جاردینی وولز بلاتی) درآمد و دوازده نمایشنامه برای این گروه نوشت.
- جاکومتی در سال ۱۸۴۷، کار برای گروه تئاتری سلطنتی ساردنیا را آغاز کرد. او تعهد کرده بود در قبال دریافت ۳۰۰۰ لیر سالانه چهار نمایشنامهٔ حداقل دو پرده‌ای برای این گروه بنویسد. کار برای این گروه اگرچه درآمد بالایی برای جاکومتی نداشت، اما تثبیت اعتبار و رضایت او را به دنبال داشت. زیرا گروه مزبور بازیگران بسیار خوبی در اختیار داشت و از سازماندهی و مدیریت خوبی برخوردار بود و موجب امیدواری جاکومتی به آیندهٔ حرفه‌ای و اجتماعی‌اش شده بود. همین عامل باعث شد تا وی نمایشنامهٔ نیمه‌کارهٔ «کولا دی ریِنزو» (۱۸۴۸) را به اتمام برساند. نمایش این اثر به دلیل موضوع میهن‌پرستانهٔ آن در تورینو ممنوع شد، اما پاییز ۱۸۴۸ در فلورانس به اجرا درآمد. سال ۱۸۴۹ بعد از به صحنه رفتن نمایش «همه برادریم»، که موضوع آن نوع‌دوستی ریاکارانهٔ ارباب کلیسا بود، جاکومتی به دلیل ترس از تکفیر عازم تورینو شد. در این سال نمایش «کولا دی ریِنزو» بالاخره موفق به دریافت اجازهٔ نمایش در تورینو شد و جاکومتی توانست اثر خود را روی صحنهٔ تئاتر تورینو ببیند. جاکومتی در این ایام با احتیاط و خویشتن‌داری تمام به اجرای تعهداتش در قبال گروه تئاتر سلطنتی ساردنیا ادامه می‌داد، زیرا از حمایت حکومت آلبرتو محروم شده بود و تهدید سانسور و بیکاری را بیخ گوش خود احساس می‌کرد.
- جاکومتی سرانجام ناچار شد گروه تئاتر سلطنتی ساردنیا را ترک کند. او که از حمایت مالی حکومت محروم شده بود، مدتی برای گذران زندگی با گروه زوپتی همکاری کرد، سپس تورینو را ترک کرد و قراردادی با فانی سادوفسکی هنرپیشه بست و متعهد شد نمایشنامهٔ تاریخی «الیزابت ملکهٔ انگلستان» (۱۸۵۳) را برای او بنویسد. دوم ماه می ۱۸۵۳ در ونیز از همسر بی‌وفایش جدا شد و با روحیه‌ای سرشار از بدبینی «شب جمعهٔ مقدس» و «گناه در برابر گناه» را نوشت که روایتی پیچیده از یک ازدواج تقلبی بود.

چند ماه بعد، به خاطر اجرای تعدادی از نمایش‌هایش به مانتووا و گاتزولو رفت. در گاتزولو با دختری از اهالی آن‌جا آشنا و به او علاقه‌مند شد. زندگی جدید انگیزهٔ نوشتن نمایشنامهٔ «لوکرتیا ماریا دیویدسون» را در وی ایجاد کرد و موجب ماندگار شدنش در گاتزولو شد. جاکومتی در گاتزولو علاوه بر معالجهٔ بیماری‌ای که سلامتی‌اش را تهدید می‌کرد، نمایشنامهٔ تاریخی «تورکواتو تاسو» را نوشت که در سال ۱۸۵۵ در مانتووا به نمایش درآمد و برندهٔ سه جایزهٔ دولتی از مسابقهٔ نمایشنامه‌نویسی تورینو شد.
- در سال ۱۸۵۷، نمایشنامهٔ «جودیتا» در مادرید به صحنه رفت. «جودیتا» آغازگر دورهٔ حرفه‌ای جدیدی در زندگی جاکومتی بود. جاکومتی در ماه می سال ۱۸۵۸ به گاتزولو بازگشت و چند سخنرانی آتشین میهن‌پرستانه انجام داد. یکی از سخنرانی‌هایش در سال ۱۸۵۹ به تنش میان او و اسقف سرمونا منجر شد. به جاکومتی دستور داده شد گاتزولو را ترک کند و اهدای مقام شوالیه به وی به حالت تعلیق درآمد. اما جاکومتی هم‌چنان در گاتزولو ماند و در ۱۸۶۰ نمایشنامهٔ تاریخی جدیدی به نام «بیانکا ماریا ویسکونتی» نوشت.
- در ماه می ۱۸۶۱، جاکومتی توانست با معشوقه‌اش سالیو ازدواج کند. همان سال نمایشنامهٔ «قانون‌شکن» را نوشت که موضوعی اجتماعی داشت و دربارهٔ ضرورت طلاق برای همسران محکومان به حبس ابد بود. «قانون‌شکن» علاوه بر کسب توفیق در ایتالیا، در سال ۱۸۷۸ با اجرای سالوینی در پاریس نمایش داده شد و با تحسین امیل زولا، نویسندهٔ ناتورالیست فرانسوی، روبه‌رو شد. پاره‌ای از منتقدان «قانون‌شکن» را نقطهٔ آغاز پیدایش وریسم (verismo) در ایتالیا می‌دانند.
- سلامتی جاکومتی بعد از ناپدید شدن دو پسرش چزاره (۱۸۶۷) و دیوید (۱۸۷۰) به خطر افتاد تا این‌که در ۱۸۷۷ به جنوا منتقل شد و سپس به نووی رفت. بهار ۱۸۸۲ به گاتزولو برگشت و به‌رغم افسردگی و بیماری موفق شد «آریگوی پنجم» را بازنویسی کند و به اعتماد شهرداری جنوا به او، که در قبال پرداخت ماهیانه ۱۵۰ لیر مأموریت تألیف تاریخ تئاتر لیگوریا را به وی محول کرده بود، پاسخ مثبت دهد. این کار به دلیل مرگ جاکومتی در ۳۱ اوت ۱۸۸۲ در گاتزولو ناتمام ماند.

## ویژگی آثار
جاکومتی که در آثار اولیه‌اش درام‌نویسی کلاسیست است، به‌تدریج به کلاسیسم پشت می‌کند و در نمایشنامه‌هایش به تلفیق ویژگی‌های کمدی و تراژدی می‌پردازد. قهرمان‌های آثارش عمدتاً شخصیت‌هایی هستند که کاملاً واقع‌گرایانه طراحی شده‌اند. همین مسئله یکی از دلایل اصلی استقبال تئاترهای قرن نوزدهم ایتالیا از نمایشنامه‌های پائولو جاکومتی بود.

## آثار
- لوئیزا استروتزی، ۱۸۳۶
- پائولو دی فورناری، ۱۸۳۷
- گودبرتو پادشاه لومباردی، ۱۸۳۷
- خانوادة لِرکاری، ۱۸۴۰
- دومنیکینو، ۱۸۴۱
- شاعر و بالرین، ۱۸۴۱
- کریستف کلمب، ۱۸۴۲
- چهار زن در یک خانه، ۱۸۴۲
- یک شعر و یک حواله، ۱۸۴۳
- ایزابلا دل‌فیه‌سکو، ۱۸۴۳
- سه قشر جامعه، ۱۸۴۵
- کامیلا فا دا کازاله، ۱۸۴۶
- نیکوکار و ناسپاس، ۱۸۴۶
- پائولو دا نووی، ۱۸۴۷
- کارل دوم پادشاه انگستان، ۱۸۴۷
- راز مرگ‌ها، ۱۸۴۷
- دوست همه، ۱۸۴۷
- کولا دی ریِنزو، ۱۸۴۸
- همه برادریم، ۱۸۴۹
- دگردیسی سیاست‌ها، ۱۸۴۹
- بانو، ۱۸۵۰
- مربیان مردم، ۱۸۵۰
- تحریف‌ها و رأی‌ها، ۱۸۵۱
- همسر تبعیدی، ۱۸۵۱
- زن در ازدواج دوم، ۱۸۵۱
- میلیونر و هنرمند، ۱۸۵۱
- الیزابت ملکة انگلستان، ۱۸۵۳
- لوکرتیا ماریا دیویدسون، ۱۸۵۴
- شب جمعة مقدس، ۱۸۵۵
- گناه در برابر گناه، ۱۸۵۵
- تورکواتو تاسو، ۱۸۵۵
- جودیتا، ۱۸۵۷
- بیانکا ماریا ویسکونتی، ۱۸۶۰
- قانون‌شکن، ۱۸۶۱
- فردای مخمور، ۱۸۶۲
- لوئیجا سانفلیچه، ۱۸۶۳
- پونیما، ۱۸۶۳
- فردیناندو کارلو دی گونزاگا یا آخرین دوک مانتووا، ۱۸۶۴
- دختر و مادر، ۱۸۶۵
- سوفوکل، ۱۸۶۵
- ماری آنتوانت، ۱۸۶۷
- آریگوی پنجم یا کلیسا و امپراتوری، ۱۸۶۸
- یگانگی اخلاقی در خانواده، ۱۸۶۹
- رناتای فرانسوی، ۱۸۷۳
- میکل‌آنجلو بوناروتی، ۱۸۷۳
- نامة بی‌امضا، ۱۸۷۹